# Chrysocraspeda conspicuaria
Chrysocraspeda conspicuaria là một loài bướm đêm trong họ Geometridae.